# Peunaga Rayeuk
Peunaga Rayeuk is een bestuurslaag in het regentschap Aceh Barat van de provincie Atjeh, Indonesië. Peunaga Rayeuk telt 1496 inwoners (volkstelling 2010).